# Veenderijbrug
De Veenderijbrug (brugnummer 639) is een vaste brug in Amsterdam Nieuw-West.
De brug ligt in de Osdorperweg en overspant de Osdorpervaart naar de Osdorper Binnenpolder. Er ligt hier een brug sinds de jaren twintig van de 20e eeuw, toen de vervening van de polder startte. Aanvankelijk was dit een ophaalbrug, deze werd in de jaren veertig vervangen door een vaste betonnen brug.
In 2013 werd besloten de brug te vernieuwen, aangezien zij de toenmalige verkeersbelasting onvoldoende meer kon dragen. Deze overbelasting zou na verloop van tijd gevolgen hebben voor de veendijk, waarop de Osdorperweg ligt (verzakking, inklinking etc.). In 2013 werd daarom niet alleen een nieuwe brug gelegd, maar ook landhoofden, oplegpunten en fundamenten vervangen. De nieuwe brug is ontworpen door het Ingenieurs Bureau Amsterdam, een gemeentelijke instelling. De overspanning kent drie opmerkelijke details:
- de brug is inclusief landhoofden etc. symmetrisch uitgevoerd in de lengterichting;
- de leuningen doen vanwege de kruisverbanden enigszins denken aan een zogenaamde baileybrug;
- het brugnummer is op sierlijke wijze geplaatst, waarbij ook hier symmetrie is doorgevoerd (gespiegelde cijfers).

De brug had nooit een naam, tot hij in 2016/2017 werd vernoemd naar de veenderijen uit de eerste decennia van de 20e eeuw. De daar gestoken turf werd met turfschuiten via de Osdorpervaart en de Ringvaart van de Haarlemmermeer naar de stad vervoerd.

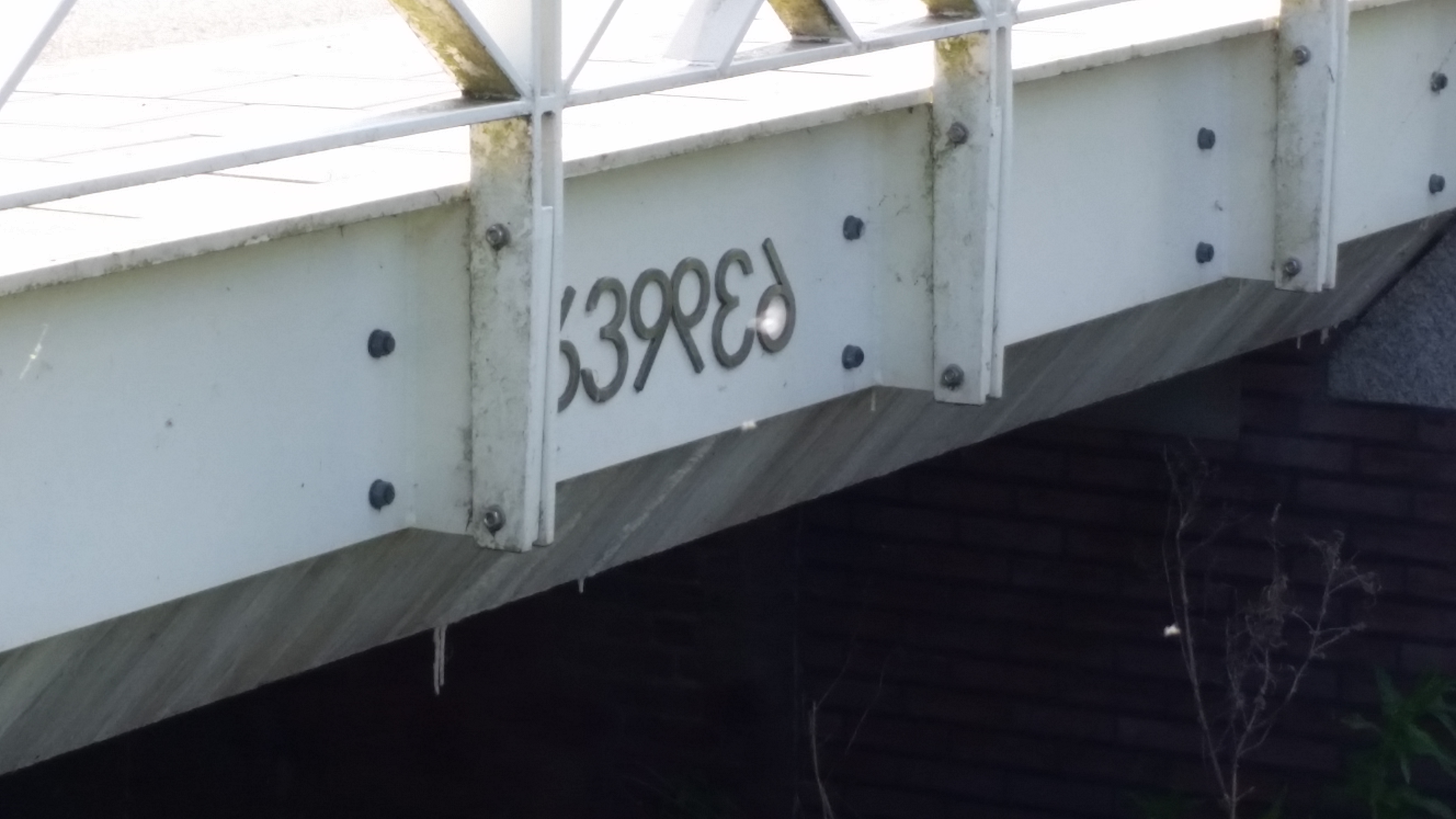
Afwijkende nummerplaat (mei 2018).

<<< · 600 · 601 · 602 · 603 · 604 · 605 · 606 · 607 · 608 · 609 · 610 · 611 · 612 · 613 · 614 · 615 · 616 · 617 · 618 · 619 · 620 · 621 · 622 · 623 · 624 · 626 · 627 · 628 · 629 · 630 · 631 · 632 · 633 · 634 · 635 · 636 · 637 · 638 · 639 · 643 · 651 · 652 · 653 · 655 · 656 · 657 · 658 · 659 · 660 · 661 · 662 · 663 · 664 · 665 · 666 · 667 · 668 · 669 · 670 · 671 · 673 · 674 · 675 · 676 · 677 · 678 · 679 · 681 · 682 · 683 · 684 · 685 · 687 · 688 · 689 · 690 · 691 · 692 · 695 · 696 · 699 · >>>
Verdwenen brugnummers: 625 (afgebroken brug Sam van Houtenstraat), 640, 644, 645, 646, 647, 648, 650, 672 (duiker Cornelis Lelylaan, Rembrandtpark), 694, 698.
Nooit gebouwd: 649, 680 (nooit gebouwde brug Sloterplas).
Brugnummers 641, 642, 654, 686, 693, 694 en 697 zijn onbekend.